# Timir Pinegin
Timir Pinegin (Moskou, 12 juni 1927 - 31 januari 2013) was een  Sovjet-Russisch zeiler.
Pinegin nam vijfmaal deel aan de Olympische Zomerspelen en behaalde in 1960 samen met Pinegin de gouden medaille in de star klasse samen met Fjodor Sjoetkov.
Pinegin was als jurylid aanwezig tijdens de Olympische Zomerspelen 1984 in het Amerikaanse Los Angeles terwijl er door een boycot geen Sovjetatleten deelnamen en vier jaar was Pinegin ook aanwezig tijdens de Olympische Zomerspelen 1988 in het Zuid-Koreaanse Seoel.

## Belangrijkste resultaten

### Wereldkampioenschappen[1]
| Jaar | Plaats     | Resultaten |
| ---- | ---------- | ---------- |
| 1962 | Cascais    | 8e star    |
| 1966 | Kiel       | 5e star    |
| 1967 | Kopenhagen | 6e star    |

### Olympische Zomerspelen
| Jaar | Plaats      | Resultaten      |
| ---- | ----------- | --------------- |
| 1956 | Melbourne   | 8e star klasse  |
| 1960 | Rome        | star klasse     |
| 1964 | Tokio       | 5e star klasse  |
| 1968 | Mexico-stad | 16e star klasse |
| 1972 | München     | 7e drakenklasse |